# 1305 هـ
1305 هـ هي سنة في التقويم الهجري امتدت مقابلةً في التقويم الميلادي بين سنتي 1887 و1888.

## مواليد
- أبو إسحاق إبراهيم اطفيش
- أحمد ماهر باشا
- أنطون الجميل
- بيار ضودج
- خالد سليمان فائق
- علي الإحقاقي
- كاتب الطريحي
- محمد عزة دروزة
- فرج عمارة - عسكري وسياسي عراقي.
- محمد حسين هيكل توفي في عام 1376هـ.
- رشيد سليم الخوري
- زيد الحرب
- سلامة موسى
- عبد العزيز الرشيد (الكويت)
- عبد العزيز بن محمد الشثري
- عبد الهادي الحسيني الشيرازي
- عبد الوهاب خلاف
- علي عبد الرازق
- محمد جميل بيهم
- محمود فهمي النقراشي
- محمد تقي الخونساري

## وفيات
- حسن البزاز
- دخيل النجفي
- عبد الهادي الإبياري
- فرهاد ميرزا معتمد الدولة
- محمد أفندي النوري
- نوفل الطرابلسي
- هاينريخ لبرخت فلايشر
- وليم رايت
- محمود حمزة